# House of Fire (Alice Cooper)
House of Fire è un singolo del cantante statunitense Alice Cooper, estratto dall'album Trash nel 1989. La canzone è stata scritta da Cooper, Desmond Child e Joan Jett. Appare come ospite speciale alla chitarra Joe Perry degli Aerosmith.
Il singolo è stato pubblicato nel Regno Unito nel tardo 1989, e nonostante abbia raggiunto solo la posizione numero 65 della Official Singles Chart, aiutò l'album a raggiungere il secondo posto della Official Albums Chart nel periodo in cui Alice Cooper si trovava in tour da quelle parti (in quel periodo venne anche filmato il concerto Trashes the World). È stato pubblicato negli Stati Uniti nei primi del 1990, raggiungendo la posizione numero 56 della Billboard Hot 100 e la numero 39 della Mainstream Rock Songs.
Una demo della canzone era stata registrata dai Bon Jovi per il loro album New Jersey nel 1988. Questa versione è presente nel disco bonus dell'edizione speciale dell'album pubblicata nel 2014.

## Tracce
12" Maxi Epic 655472-6
Lato A
1. House of Fire – 3:47
2. This Maniac's In Love With You – 3:47

Lato B
1. Billion Dollar Babies (Live) – 3:05
2. Under My Wheels (Live) – 3:30

## Formazione
- Alice Cooper – voce
- John McCurry – chitarra
- Joe Perry – chitarra
- Hugh McDonald – basso, cori
- Alan St. John – tastiere, cori
- Bobby Chouinard – batteria

## Classifiche
| Classifica (1989/90)          | Posizione massima |
| ----------------------------- | ----------------- |
| Finlandia                     | 20                |
| Regno Unito                   | 65                |
| Stati Uniti                   | 56                |
| Stati Uniti (mainstream rock) | 39                |